# پی‌اس واورلی
پی‌اس واورلی (به انگلیسی: PS Waverley) یک کشتی است که طول آن ۲۳۹ فوت ۱۱ اینچ (۷۳٫۱۳ متر) می‌باشد. این کشتی در سال ۱۹۴۶ ساخته شد.